# Vlkanov (Havlíčkův Brod-i járás)
Vlkanov település Csehországban, a Havlíčkův Brod-i járásban. Vlkanov Světlá nad Sázavou, Prosíčka (Havlíčkův Brod-i járás), Ovesná Lhota és Číhošť településekkel határos. Lakosainak száma 51 fő (2024. január 1.).

## Népesség
A település lakosságának változását az alábbi diagram mutatja:
| Lakosok száma | 193  | 164  | 149  | 107  | 87   | 45   | 49   | 53   | 48   | 51   |
|               | 1869 | 1890 | 1921 | 1950 | 1980 | 2001 | 2017 | 2019 | 2022 | 2024 |